# Nykturie
Nykturie (nykt označuje noc (z řec. νύξ, νυκτός); urie označuje vztah k moči, zvl. k jejímu množství) je velmi častý zdravotní problém, který se projevuje tím, že daná osoba je jednou nebo vícekrát za noc probuzena pocitem nucení na močení, kterému musí vyhovět (definice Mezinárodní společnosti pro kontinenci (ICS) ze Zprávy ICS o standardizaci terminologie 2002). Teprve v 90. letech začala být nykturie (noční močení) uznávaná za samostatnou klinickou jednotku, zatímco dříve byla klasifikována pouze jako jeden z mnoha příznaků onemocnění dolních močových cest. Nykturie se vyskytuje ve všech věkových skupinách, ale nejčastěji jsou nykturii postiženy starší osoby. Nykturie postihuje více než 50 % populace starší 50 let.
U žen bývá nykturie velmi často spjata se symptomy hyperaktivního močového měchýře, zatímco u mužů s obtížemi s prostatou. Epidemiologická studie EPIC (Irwin a kol.) prokázala, že asi 13 % žen trpí symptomy hyperaktivního měchýře a že přibližně 75 % z nich trpí zároveň nykturií. Nykturie se vyskytuje velmi často, ale pacienti se s ní lékaři příliš nesvěřují.

## Příčiny nykturie
Příčin nykturie může být několik. Nejčastější příčinou nykturie bývá noční polyurie. Pacienti s noční polyurií produkují větší množství moči než je močový měchýř schopen pojmout. Méně častou příčinou bývá polyurie, nízká kapacita močového měchýře nebo porucha spánku.

## Důsledky nykturie
Nykturie a časté vstávání na toaletu přerušuje spánek a tím zhoršuje kvalitu života. Nykturie způsobuje denní únavu, závratě, poruchy koncentrace a koordinace, změny nálad a sníženou imunitu. Problémem je také rušení partnera při nočním vstávání, obtížné „znovuusínání“ po vymočení a snížená výkonnost během následujícího dne. U starších osob zvyšuje v důsledku častých návštěv toalet riziko pádu a zlomenin.

## Diagnostika a léčba nykturie
Léčba nykturie musí vycházet z diferenciální diagnostiky nykturie. Diagnostika spočívá v anamnéze, fyzikálním a dalším vyšetření. Při diagnostice nykturie hrají zásadní roli záznamy o močení (mikční deník). Pokud je příčinou zvýšený příjem tekutin, základem terapie je omezení večerního příjmu tekutin, zejména s obsahem alkoholu a kofeinu. Při nočním nucení je k dispozici účinná látka desmopresin, která snižuje až o 50 % četnost nykturických epizod. Prodloužení spánku mezi jednotlivými odchody na toaletu významně zlepšuje spánek a snižuje denní únavu.